# Regionaal Park Sejmsky
Regionaal Park Sejmsky (Oekraïens: Регіональний ландшафтний парк «Сеймський») is gelegen in de oblast Soemy en werd opgericht in 1995. Het park ligt in het stroomdal van de rivier Sejm, de grootste zijrivier van de rivier Desna. Regionaal Park Sejmsky bestaat uit een aantal individuele beschermde gebieden, zoals een natuurreservaat, botanisch reservaat en een geologisch reservaat. In totaal bestaat Regionaal Park Sejmsky uit tien van zulke beschermde gebieden, waarvan sommigen pas na de oprichting van Regionaal Park Sejmsky werden gecreëerd.

## Flora en fauna
Regionaal Park Sejmsky is een rivierdallandschap, waarin men biotopen tegenkomt als overstromingsgraslanden, laagveenmoerassen, natte hooilanden en bossen die voornamelijk bestaan uit zomereik (Quercus robur), grove den (Pinus sylvestris), winterlinde (Tilia cordata) en esdoorns. Plantensoorten in het gebied zijn onder andere wilde akelei (Aquilegia vulgaris), Iris aphylla, Siberische lis (Iris sibirica), bergnachtorchis (Platanthera chlorantha) en paarse hengel (Melampyrum nemorosum). Langs de waterlopen in het gebied kan men sterletten (Acipenser ruthenus), ijsvogels (Alcedo atthis), bevers (Castor fiber) en otters (Lutra lutra) aantreffen. Een van de meest zeldzame zoogdieren in het gebied is de wisent (Bison bonasus). In 1985 werden ze geherintroduceerd in de omgeving van Konotop. Het is een van de weinige gebieden in Oekraïne waar ze het redelijk goed doen. In 2010 werd hun aantal geschat op 41 exemplaren.